# 6172 Prokofeana
6172 Prokofeana este un asteroid care intersectează orbita planetei Marte.

## Descriere
6172 Prokofeana este un asteroid care intersectează orbita planetei Marte. Asteroidul prezintă o orbită caracterizată de o semiaxă mare de 2,57 ua, o excentricitate de 0,43 și o înclinație de 15,9° în raport cu ecliptica.